# Jim Courier

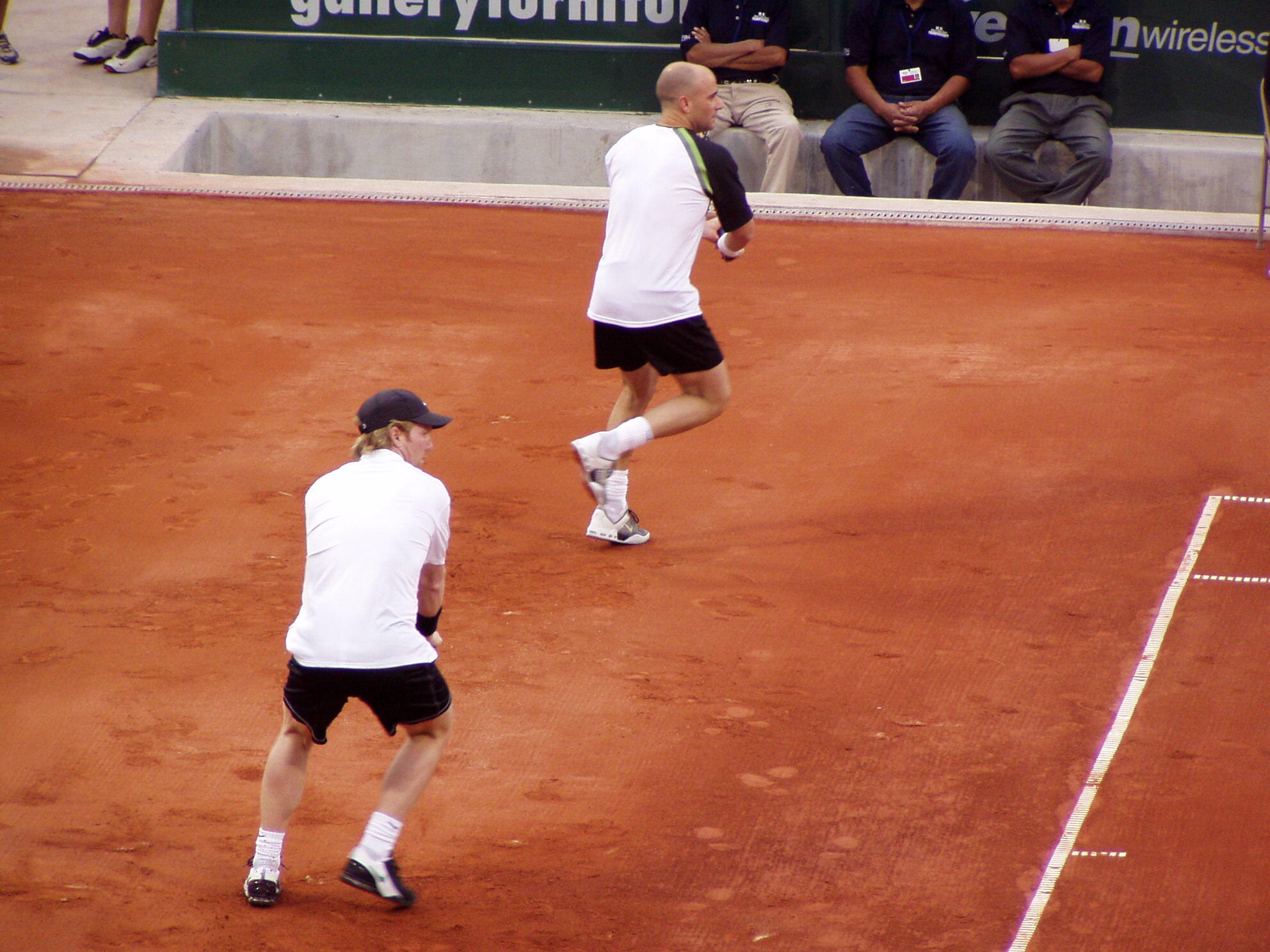
Jim Courier (v popředí) a Andre Agassi

Jim Courier (* 17. srpna 1970) je bývalý profesionální americký tenista.
V letech 1992 a 1993 byl opakovaně na 1. místě mezinárodního žebříčku ATP.
Jim Courier vyhrál za svou kariéru 23 turnajů ATP ve dvouhře, z toho 4 grandslamové turnaje:
- 1989 - Basel
- 1991 - Indian Wells, Key Biscayne, French Open
- 1992 - Australian Open, Hong Kong, French Open, Řím Masters, Tokio Outdoor
- 1993 - Australian Open, Indian Wells, Indianapolis, Memphis, Řím Masters
- 1995 - Adelaide, Basilej, Scottsdale, Tokio Outdoor
- 1996 - Philadelphia
- 1997 - Peking Open, Dauhá, Los Angeles
- 1998 - Orlando